# Acremonium furcatum
Acremonium furcatum är en svampart som beskrevs av Moreau & R. Moreau ex Gams 1969. Acremonium furcatum ingår i släktet Acremonium, ordningen köttkärnsvampar, klassen Sordariomycetes, divisionen sporsäcksvampar och riket svampar.   Inga underarter finns listade i Catalogue of Life.